# Xã Omaha, Quận Thurston, Nebraska
Xã Omaha (tiếng Anh: Omaha Township) là một xã thuộc quận Thurston, tiểu bang Nebraska, Hoa Kỳ. Năm 2010, dân số của xã này là 1.204 người.